# Lac de Genval
 (août 2025).
 (août 2025).
Le lac de Genval (en néerlandais: Meer van Genval) s'étend en bordure de la forêt de Soignes, au sud-est de Bruxelles, sur les limites des territoires des communes de Rixensart, dont dépendent Genval, dans la province du Brabant wallon, et Overijse dans la province du Brabant flamand.
La petite rivière Argentine qui alimente ce qui n'était au XIXe siècle qu'un modeste étang, y détermine aujourd'hui la frontière linguistique. Depuis sa création, le lac de Genval est un haut lieu de tourisme très prisé par les habitants de Bruxelles tout proche et les étrangers aisés résidant dans la région. En témoignent les nombreuses et opulentes demeures bâties dès la Belle Époque jusqu'à nos jours. L'un de ces lieux phares est, sans conteste, le Château du Lac, un prestigieux hôtel cinq étoiles, où a d'ailleurs séjourné l'Équipe de France de football durant l'Euro 2000 en Belgique.

## Histoire

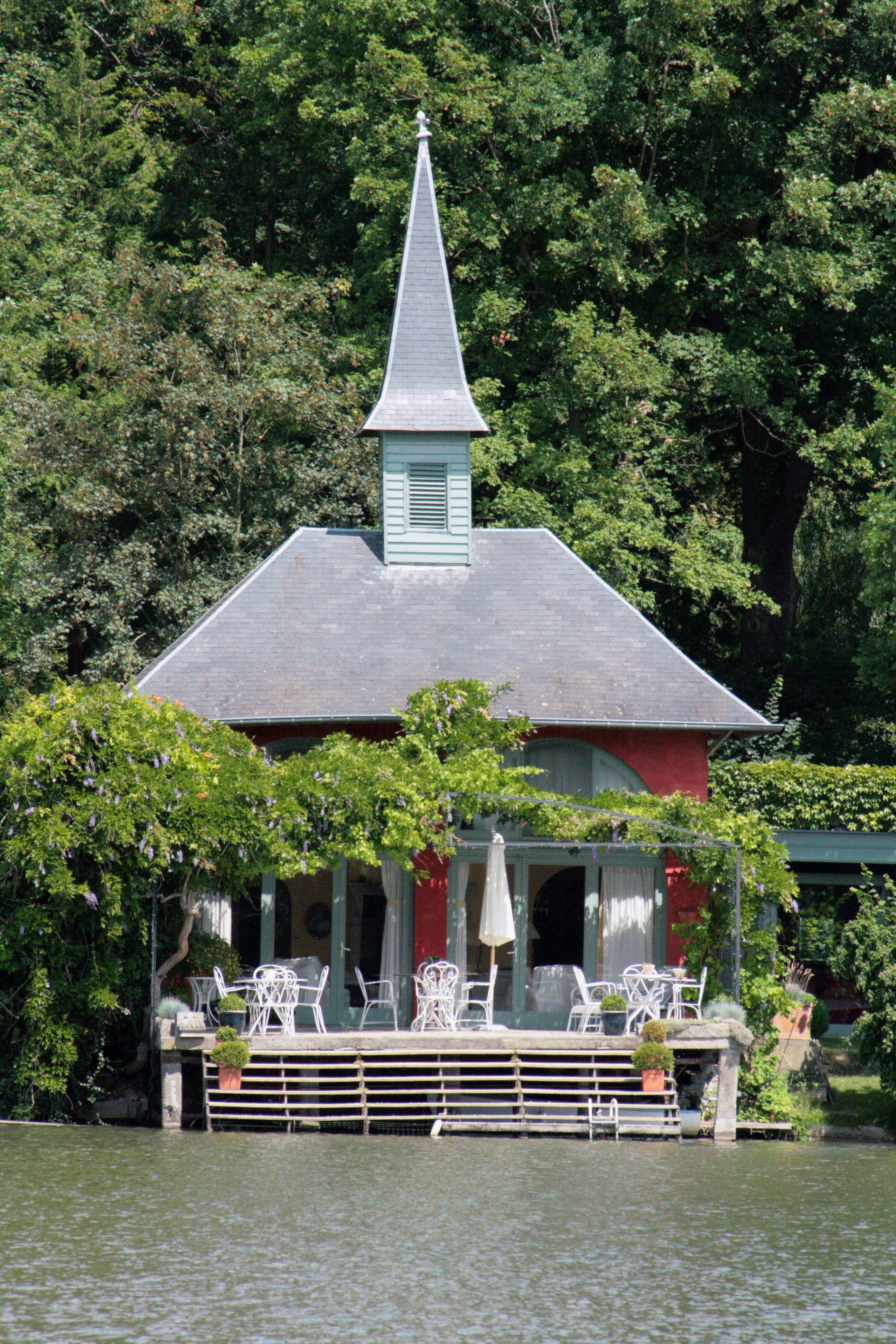
Lac de Genval: Villa Guillaume Tell

À la fin du XIXe siècle, l'avocat et homme d'affaires Gustave Smets-Mondez  (1861-1938) conçut le projet de créer un lac artificiel dans la vallée de l'Argentine et de faire de l'endroit un lieu de villégiature thermale. Ayant préalablement procédé à l'acquisition des terrains nécessaires, il confie l'aménagement du lac qui doit avoir 18 hectares et du parc qui l'accompagnera à l'architecte paysagiste Adrien Hubaut. Comme le nouveau lac se trouve à la limite entre Genval et Overijse, on fixe une nouvelle frontière au moyen de bornes correspondant à l'ancien lit de la rivière Argentine qui ont été placées au fond du lac. Celui-ci est rempli en 1903-1904  grâce à l'eau provenant de l'Argentine, dont le cours contournera ensuite le plan d'eau. 
Le site autour du lac, qui est une propriété privée fermée par des barrières, est géré par la Société anonyme Genval-les-Eaux qui entreprend de le lotir. Dans un cadre arboré, on trace de nouvelles artères sinueuses, le long desquelles on construit des habitations cossues, des hôtels et des restaurants aux styles les plus divers rivalisant de fantaisie. Certaines de ces réalisations évoquent des monuments connus. Les villas normandes y voisinent avec des chalets helvétiques tels que le chalet Rütli ou encore avec une reconstitution du hameau du Petit Trianon de Versailles construit pour la reine Marie-Antoinette, sans parler d'une chapelle reproduisant celle de Guillaume Tell sur le Lac des Quatre-Cantons. 

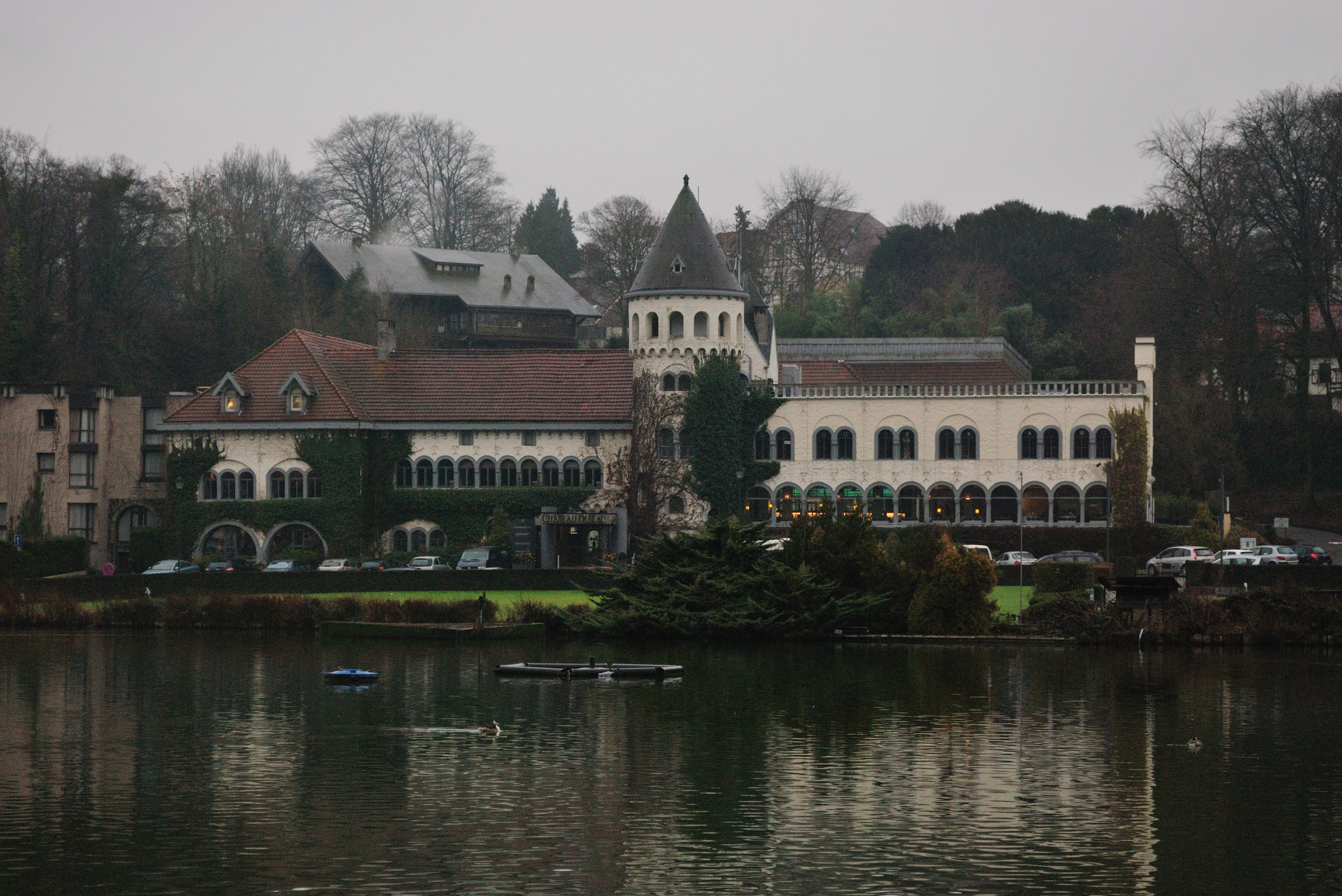
Lac de Genval: Château du Lac

L'âge d'or du site correspond à la Belle Époque. Après la première Guerre mondiale, l'endroit reste un but de promenade apprécié des Bruxellois. De nombreuses habitations telles que la Maison du Seigneur ou la Villa Rossel construite par le propriétaire du journal «Le Soir», ont disparu, mais le lac de Genval reste un quartier huppé attirant les candidats-propriétaires anglo-saxons.
De sa maison de campagne, "la Bastide", située à La Hulpe, Victor Horta pouvait observer à loisir et de haut le lac et le château du Lac situé sur l'autre rive.

## Sources
GHYSSENS, Roger, Genval-les-Eaux de 1895 à 1935, Editions de la Page, 2003